# Psittacosaurus houi
Psittacosaurus houi (gr. "lagarto con pico de loro de  Hou Lianhai") es una especie del género extinto Psittacosaurus  es un género de dinosaurios ceratopsianos psitacosáuridos, que vivió a mediados del período Cretácico, hace aproximadamente 129 a 122 millones de años, desde el Barremiense hasta el Aptiense, en lo que hoy es Asia. El espécimen holotipo de P. houi es un cráneo de un individuo juvenil, preservado totalmente a excepción de parte del lado derecho y de la extremidad de la mandíbula superior. Este cráneo fue recuperado de la Formación Yixian en Liaoning China, que es famosa por la preservación excepcional de sus fósiles, incluyendo la mayor parte de los dinosaurios emplumados conocidos. La edad de esta formación se ha disputado, pero datación radiométrica ha confirmado recientemente que pertenece al Cretácico Inferior, probablemente del Barremiense hace 130 a 125 millones de años. Varios especímenes de Psittacosaurus también se han recuperado de Yixian, incluyendo uno con una fila de cerdas largas en la cola que pudo haber tenido a función de exhibición en vida. Como Hongshanosaurus se conoce solamente del material craneal, es desconocido si también tenía estas cerdas. Al principio se creía que esta especie de Psittacosaurus tenía su propio género Hongshanosaurus houi que fue reasignado a la especie Psittacosaurus houi.
Una tercera especie de Psittacosaurus de  Lujiatun, Y la primera en ser nombrada, fue descrita como Hongshanosaurus houi en 2003. El nombre genérico Hongshanosaurus se derivó de las palabras en chino mandarín 紅 , hóng : "rojo" y 山, shān, "colina", así como la palabra griega sauros, "lagarto". Este nombre se refiere a la antigua cultura Hongshan del noreste de China , que vivía en la misma área general en la que se encontró el cráneo fósil de Hongshanosaurus. El tipo y sólo nombradas especies , H. houi , honores Hou Lianhai, profesor del IVPP en Beijing, quien fue el curador del espécimen. El género y la especie fueron nombrados por los paleontólogos chinos You Hailu , Xu Xing y Wang Xiaolin en 2003. Sereno en 2010 consideró que sus distintas proporciones se debían al aplastamiento y compresión de los cráneos de Hongshanosaurus.  Consideró a Hongshanosaurus como un sinónimo más moderno de Psittacosaurus , y potencialmente lo mismo que P. lujiatunensis . No sinonimizó las dos especies debido a dificultades con el cráneo holotipo de H. houi , sino que consideró una nueva combinación de P. houi anomen dubium dentro de Psittacosaurus .  La hipótesis de Sereno fue apoyada por un estudio morfométrico en 2013, que encontró que P. houi y P. lujiatunensis eran sinónimos. Si bien P. houi es el nombre más antiguo disponible, los investigadores argumentaron que debido a que el espécimen tipo de P. lujiatunensis estaba mejor conservado, el nombre correcto para esta especie debería ser P. lujiatunensis en lugar de P. houi , que normalmente tendría prioridad.